# فهرست برندگان جایزه نوبل شیمی
جایزهٔ نوبل شیمی (به سوئدی: Nobelpriset i kemi) هر ساله توسط فرهنگستان پادشاهی علوم سوئد به دانشمندان در زمینه‌های مختلف شیمی تعلق می‌گیرد. این یکی از پنج جایزهٔ نوبل است که در سال ۱۸۹۵ توسط آلفرد نوبل برای مشارکت‌های برجسته در زمینه‌های فیزیک، شیمی، ادبیات، صلح، اقتصاد، و فیزیولوژی یا پزشکی اهدا می‌شود.
این جایزه توسط بنیاد نوبل اداره می‌شود و توسط یک کمیته که متشکل از پنج عضو منتخب آکادمی علوم سلطنتی سوئد هستند به برندگان اعطا می‌شود.
اولین جایزهٔ نوبل در شیمی در سال ۱۹۰۱ به یاکوبوس هنریکوس وانت‌هوف از هلند اهدا شد. هر جایزه شامل یک مدال، یک دیپلم افتخار و جایزه‌ای نقدی است که در طول سال‌های مختلف مقدار آن متفاوت بوده‌است.
مقدار جایزهٔ یاکوبوس هنریکوس وانت‌هوف، ۱۵۰۷۸۲ کرون بود که در دسامبر ۲۰۰۷ برابر با ۷٬۷۳۱٬۰۰۴ کرون است.
در سال ۲۰۰۸، این جایزه به اسامو شیمومورا، مارتین کلایف و راجر تسین که مقدار آن ۱۰٬۰۰۰٬۰۰۰ کرون سوئد (اندکی بیش از ۱ میلیون یورو، یا ۱٬۴ میلیون دلار) بود اهدا شد.
این جایزه سالانه در استکهلم در تاریخ ۱۰ دسامبر برابر با سالگرد مرگ نوبل به برندگان اهدا می‌شود.
تاکنون این جایزه ۲۵ بار به افرادی اهدا شده‌است که در زمینه شیمی آلی مشارکت داشته‌اند که بیش از هر زمینه‌ای در شیمی است.
دو برندهٔ جایزهٔ نوبل شیمی ریچارد کوهن (۱۹۳۸) و آدولف فریدریش بوتنانت (۱۹۳۹) از آلمان تنها افرادی بوده‌اند که موفق به دریافت جایزه خود توسط دولتشان نشده‌اند.
فردریک سانگر (سال‌های ۱۹۵۸ و ۱۹۸۰) و کارل شارپلس (سال‌های ۲۰۰۱ و ۲۰۲۲) تنها افرادی هستند که دوبار موفق به دریافت این جایزه شده‌اند. همچنین، از میان افرادی که موفق به دریافت جایزه نوبل شیمی شده‌اند دو نفر موفق به کسب یک جایزه نوبل دیگر در زمینه‌ای متفاوت شده‌اند که آن دو نفر ماری کوری (فیزیک در سال ۱۹۰۳، شیمی در سال ۱۹۱۱) و لینوس کارل پاولینگ (شیمی در سال ۱۹۵۴، صلح در سال ۱۹۶۲)بوده‌اند.
ماری کوری (۱۹۱۱)، ایرن ژولیو کوری (۱۹۳۵)، دوروتی هاجکین (۱۹۶۴)، عادا یونات (۲۰۰۹) و فرانسیس آرنولد (۲۰۱۸) پنج زنی بوده‌اند که موفق به دریافت نوبل شیمی شده‌اند. از سال ۱۹۰۱ تا سال ۲۰۱۲ این جایزه به ۱۶۲ اهدا شده‌است. جایزهٔ نوبل شیمی در سال‌های ۱۹۱۶، ۱۹۱۷، ۱۹۱۹٬۱۹۲۴، ۱۹۳۳، ۱۹۴۰، ۱۹۴۱، و ۱۹۴۲ به هیچ فردی اعطا نشد.

## برندگان
۱۹۰۱–۱۹۲۵ ·
۱۹۲۶–۱۹۵۰ ·
۱۹۵۱–۱۹۷۵ ·
۱۹۷۶–۲۰۰۰ ·
۲۰۰۱–۲۰۲۵

## ۱۹۰۱–۱۹۲۵
| سال  | برندگان نوبل شیمی | برندگان نوبل شیمی                   | کشور                | براساس                                                                                                   |
| ---- | ----------------- | ----------------------------------- | ------------------- | --- |
| ۱۹۰۱ |                   | یاکوبوس هنریکوس وانت‌هوف (۱۸۵۲–۱۹۱۱) | هلند                | «برای کشف قوانین دینامیک شیمی و فشار اسمزی به عنوان راه حلی برای آن.»                                    |
| ۱۹۰۲ |                   | هرمان امیل فیشر (۱۸۵۲–۱۹۱۹)         | آلمان               | «برای کارش بر روی شکر و ترکیبات شیمیایی ساختگی پورین»                                                    |
| ۱۹۰۳ |                   | سوانت آرنیوس (۱۸۵۹–۱۹۲۷)            | سوئد                | «برای نظریهٔ جداسازی مواد به کمک فرایند الکترولیت»                                                        |
| ۱۹۰۴ |                   | ویلیام رمزی (۱۸۵۲–۱۹۱۶)             | بریتانیا            | «برای کشف گازهای نجیب و تعیین جای آن‌ها در جدول تناوبی عناصر.»                                            |
| ۱۹۰۵ |                   | آدولف فون بایر (۱۸۳۵–۱۹۱۷)          | آلمان               | «برای پیشبرد دانش شیمی آلی و صنعت در شیمی به کمک‌کارهایش بر روی رنگ‌های آلی و ترکیب‌های هیدروآروماتیک»      |
| ۱۹۰۶ |                   | هانری مواسان (۱۸۵۲–۱۹۰۷)            | فرانسه              | «برای کوره الکتریکی و جداسازی فلوئور»                                                                    |
| ۱۹۰۷ |                   | ادوارد بوخنر (۱۸۶۰–۱۹۱۷)            | آلمان               | «برای تحقیقاتش در زمینهٔ بیوشیمی و کشف یک روش تخمیر بدون سلول (زنده)»                                     |
| ۱۹۰۸ |                   | ارنست رادرفورد (۱۸۷۱–۱۹۳۷)          | بریتانیا · نیوزیلند | «برای تحقیقاتش در زمینهٔ واپاشی عناصر و شیمی مواد پرتوزا»                                                 |
| ۱۹۰۹ |                   | ویلهلم اوستوالد (۱۸۵۳–۱۹۳۲)         | آلمان               | «برای کارش بر روی کاتالیزور و تحقیقاتش در زمینهٔ قوانین بنیادی حاکم بر تعادل‌های شیمیایی و سرعت واکنش»     |
| ۱۹۱۰ |                   | اوتو والاخ (۱۸۴۷–۱۹۳۱)              | آلمان               | «برای خدماتش در زمینهٔ شیمی آلی و صنعت در شیمی، به کمک گام‌های پیشرو اش در ترکیب‌های آلیفاتیک حلقوی»        |
| ۱۹۱۱ |                   | ماری کوری (۱۸۶۷–۱۹۳۴)               | لهستان · فرانسه     | «برای کشف عنصرهای رادیم و پولونیم با کمک جداسازی رادیم و تحقیق دربارهٔ طبیعت و ترکیب‌های این عنصر مهم. «   |
| ۱۹۱۲ |                   | ویکتور گرینیارد (۱۸۷۱–۱۹۳۵)         | فرانسه              | «برای کشف واکنشگر گرینیارد»                                                                              |
| ۱۹۱۲ |                   | پل ساباتیه (۱۸۵۴–۱۹۴۱)              | فرانسه              | «برای روشی که پیشنهاد کرد، برای هیدروژن‌دار کردن ترکیب‌های آلی در حضور مقدار کمی از یک فلز»                |
| ۱۹۱۳ |                   | آلفرد ورنر (۱۸۶۶–۱۹۱۹)              | سوئیس               | «برای کارش بر روی هندسه هشت وجهی مولکولی، به ویژه در شیمی غیرآلی»                                        |
| ۱۹۱۴ |                   | تئودور ویلیام ریچاردز (۱۸۶۸–۱۹۲۸)   | آمریکا              | «برای تعیین دقیق وزن اتمی بسیاری از عنصرهای شیمیایی»                                                     |
| ۱۹۱۵ |                   | ریچارد ویلشتتر (۱۸۷۲–۱۹۴۲)          | آلمان               | «برای تحقیق بر روی رنگدانه‌های گیاهی به ویژه سبزینه»                                                      |
| ۱۹۱۶ | اعطا نشده‌است.     | اعطا نشده‌است.                       | اعطا نشده‌است.       | اعطا نشده‌است.                                                                                            |
| ۱۹۱۷ | اعطا نشده‌است.     | اعطا نشده‌است.                       | اعطا نشده‌است.       | اعطا نشده‌است.                                                                                            |
| ۱۹۱۸ |                   | فریتس هابر (۱۸۶۸–۱۹۳۴)              | آلمان               | «برای تولید آمونیاک از عناصر سازنده اش، فرایند هابر»                                                     |
| ۱۹۱۹ | اعطا نشده‌است.     | اعطا نشده‌است.                       | اعطا نشده‌است.       | اعطا نشده‌است.                                                                                            |
| ۱۹۲۰ |                   | والتر نرنست (۱۸۶۴–۱۹۴۱)             | آلمان               | «برای کارش در بحث گرمایش و شیمی»                                                                         |
| ۱۹۲۱ |                   | فردریک سودی (۱۸۷۷–۱۹۵۶)             | بریتانیا            | «برای سهمی که او در دانش شیمی مواد پرتوزا دارد و تحقیقاتی که بر روی ساختار و طبیعت ایزوتوپها انجام داد.» |
| ۱۹۲۲ |                   | فرانسیس ویلیام آستون (۱۸۷۷–۱۹۴۵)    | بریتانیا            | «برای کشف ایزوتوپ‌های تعداد زیادی از عناصر غیر رادیواکتیو با استفاده از روش طیف‌سنجی جرمی»                 |
| ۱۹۲۳ |                   | فریتس پرگل (۱۸۶۹–۱۹۳۰)              | اتریش               | «برای اختراع روش میکروآنالیز مواد آلی»                                                                   |
| ۱۹۲۴ | اعطا نشده‌است.     | اعطا نشده‌است.                       | اعطا نشده‌است.       | اعطا نشده‌است.                                                                                            |
| ۱۹۲۵ |                   | ریچارد ژیگموندی (۱۸۶۵–۱۹۲۹)         | اتریش               | «به خاطر پژوهش‌هایش در شیمی کلوییدی»                                                                      |

## ۱۹۲۶–۱۹۵۰
| سال  | برندگان نوبل شیمی | برندگان نوبل شیمی                  | کشور          | براساس |
| ---- | ----------------- | ---------------------------------- | ------------- | --- |
| ۱۹۲۶ |                   | تئودور سودبرگ (۱۸۸۴–۱۹۷۱)          | سوئد          | «به خاطر تحقیقات و کشفیاتش دربارهٔ ساختار ماده و به ویژه چگونگی عملکرد چسبها و اولتراسانتریفیوژ»              |
| ۱۹۲۷ |                   | هاینریش اوتو ویلند (۱۸۷۷–۱۹۵۷)     | آلمان         | «برای مطالعه دربارهٔ ساخت اسیدهای صفراوی و مواد مرتبط»                                                        |
| ۱۹۲۸ |                   | آدولف وینداوس (۱۸۷۶–۱۹۵۹)          | آلمان         | «برای پژوهش‌های خود به روی استرولها و نقش مهم او در کشف ویتامینها»                                            |
| ۱۹۲۹ |                   | آرتور هاردن (۱۸۶۵–۱۹۴۰)            | بریتانیا      | «برای تحقیقات در عرصه تخمیر قند و آنزیمهای تخمیرکننده»                                                       |
| ۱۹۲۹ |                   | هانس فون اوبر شلپین (۱۸۷۳–۱۹۶۴)    | آلمان         | «برای تحقیقات در عرصه تخمیر قند و آنزیمهای تخمیرکننده»                                                       |
| ۱۹۳۰ |                   | هانس فیشر (۱۸۸۱–۱۹۴۵)              | آلمان         | «برای تحقیقات درساختار سبزینه به ویژه برای سنتز همین»                                                        |
| ۱۹۳۱ |                   | کارل بوش (۱۸۷۴–۱۹۴۰)               | آلمان         | «برای ابداع و توسعه روش‌های شیمیایی با فشار زیاد»                                                             |
| ۱۹۳۱ |                   | فریدریش برژیوس (۱۸۸۴–۱۹۴۹)         | آلمان         | «برای ابداع و توسعه روش‌های شیمیایی با فشار زیاد»                                                             |
| ۱۹۳۲ |                   | ایروینگ لانگمویر (۱۸۸۱–۱۹۵۷)       | آمریکا        | «برای کشف ایزوترم جذب لانگمویر و تحقیقات در شیمی سطح»                                                        |
| ۱۹۳۳ | اعطا نشده‌است.     | اعطا نشده‌است.                      | اعطا نشده‌است. | اعطا نشده‌است.                                                                                                |
| ۱۹۳۴ |                   | هارولد یوری (۱۸۹۳–۱۹۸۱)            | آمریکا        | «برای کشف هیدروژن سنگین»                                                                                     |
| ۱۹۳۵ |                   | فردریک ژولیو کوری (۱۹۰۰–۱۹۵۸)      | فرانسه        | «برای تولید عنصرهای پرتوزای جدید»                                                                            |
| ۱۹۳۵ |                   | ایرن ژولیو-کوری (۱۸۹۷–۱۹۵۶)        | فرانسه        | «برای تولید عنصرهای پرتوزای جدید»                                                                            |
| ۱۹۳۶ |                   | پیتر دبای (۱۸۸۴–۱۹۶۶)              | هلند          | «برای پژوهش دربارهٔ گشتاور دوقطبی مولکولها و پراش اشعه ایکس والکترون در گازها»                                |
| ۱۹۳۷ |                   | نورمن هاورث (۱۸۸۳–۱۹۵۰)            | بریتانیا      | «برای تحقیقاتش بر روی کربوهیدرات‌ها و ویتامین ث»                                                              |
| ۱۹۳۷ |                   | پل کارر (۱۸۸۹–۱۹۷۱)                | سوئیس         | «برای کارهایش بر روی کاروتنوئیدها، فلاوینها و ویتامین‌های آ و ب۲»                                             |
| ۱۹۳۸ |                   | ریچارد کوهن (۱۹۰۰–۱۹۶۷)            | آلمان         | «برای کارهایش بر روی کاروتنوئیدها و ویتامینها»                                                               |
| ۱۹۳۹ |                   | آدولف فریدریش بوتنانت (۱۹۰۳–۱۹۹۵)  | آلمان         | «برای کارش بر روی هورمون‌های جنسی»                                                                            |
| ۱۹۳۹ |                   | لئوپولد روتسیکا (۱۸۸۷–۱۹۷۶)        | کرواسی        | «برای کارهایش دربارهٔ پلی متیلن‌ها و ترپنهای بالاتر»                                                           |
| ۱۹۴۰ | اعطا نشده‌است.     | اعطا نشده‌است.                      | اعطا نشده‌است. | اعطا نشده‌است.                                                                                                |
| ۱۹۴۱ | اعطا نشده‌است.     | اعطا نشده‌است.                      | اعطا نشده‌است. | اعطا نشده‌است.                                                                                                |
| ۱۹۴۲ | اعطا نشده‌است.     | اعطا نشده‌است.                      | اعطا نشده‌است. | اعطا نشده‌است.                                                                                                |
| ۱۹۴۳ |                   | گئورگ دو هوسی (۱۸۸۵–۱۹۶۶)          | مجارستان      | «برای کارهایش بر روی ایزوتوپها به عنوان ردیاب در مطالعهٔ فرایندهای شیمیایی»                                   |
| ۱۹۴۴ |                   | اتو هان (۱۸۷۹–۱۹۶۸)                | آلمان         | «برای کشف شکافت هسته‌های سنگین»                                                                               |
| ۱۹۴۵ |                   | آرتوری ایلماری ویرتانن (۱۸۹۵–۱۹۷۳) | فنلاند        | «برای مطالعات و نوآوری‌هایش در زمینهٔ کشاورزی و مواد غذایی شیمیایی، به ویژه روشش در نگهداری علوفه»             |
| ۱۹۴۶ |                   | جیمز بچلر سامنر (۱۸۸۷–۱۹۵۵)        | آمریکا        | «برای کشف آنکه آنزیمها را می‌توان بلوری کرد.»                                                                 |
| ۱۹۴۶ |                   | جان هاوارد نورثروب (۱۸۹۱–۱۹۸۷)     | آمریکا        | «برای فرآوری آنزیم‌ها و پروتئین ویروس‌ها در شکل خالص آن‌ها.»                                                    |
| ۱۹۴۶ |                   | وندل مردیت استنلی (۱۹۰۴–۱۹۷۱)      | آمریکا        | «برای فرآوری آنزیم‌ها و پروتئین ویروس‌ها در شکل خالص آن‌ها.»                                                    |
| ۱۹۴۷ |                   | رابرت رابینسون (۱۸۸۶–۱۹۷۵)         | بریتانیا      | «برای تحقیق در زمینه محصولات گیاهی با اهمیت زیست شناختی، به ویژه آلکالوییدها»                                |
| ۱۹۴۸ |                   | آرنه تیسلیوس (۱۹۰۲–۱۹۷۱)           | سوئد          | «برای تحقیق دربارهٔ الکتروفورز و اکتشافات خود دربارهٔ ماهیت پیچیدهٔ پروتیینهای سروم»                            |
| ۱۹۴۹ |                   | ویلیام جیوک (۱۸۹۵–۱۹۸۲)            | آمریکا        | «برای مشارکتهای خود در زمینه ترمودینامیک شیمیایی، سردسازی مغناطیسی و بررسی رفتار مواد در دماهای بسیار پایین» |
| ۱۹۵۰ |                   | اوتو دایلز (۱۸۷۶–۱۹۵۴)             | آلمان         | «برای کشف دی‌ان‌های مصنوعی»                                                                                    |
| ۱۹۵۰ |                   | کورت آلدر (۱۹۰۲–۱۹۵۸)              | آلمان         | «برای کشف دی‌ان‌های مصنوعی»                                                                                    |

## ۱۹۵۱–۱۹۷۵
| سال  | برندگان نوبل شیمی | برندگان نوبل شیمی                | کشور                | براساس                                                                                                   |
| ---- | ----------------- | -------------------------------- | ------------------- | --- |
| ۱۹۵۱ |                   | ادوین مک‌میلان (۱۹۰۷–۱۹۹۱)        | آمریکا              | «برای کشف شیمی عناصر با عدد اتمی بالاتر از عدد اتمی اورانیوم، عنصر فرااورانیم»                           |
| ۱۹۵۱ |                   | گلن سیبورگ (۱۹۱۲–۱۹۹۹)           | آمریکا              | «برای کشف شیمی عناصر با عدد اتمی بالاتر از عدد اتمی اورانیوم، عنصر فرااورانیم»                           |
| ۱۹۵۲ |                   | آرچر جان پرتر مارتین (۱۹۱۰–۲۰۰۲) | بریتانیا            | «برای اختراع دستگاه کروماتوگرافی»                                                                        |
| ۱۹۵۲ |                   | ریچارد لاورنس ساینگ (۱۹۱۴–۱۹۹۴)  | بریتانیا            | «برای اختراع دستگاه کروماتوگرافی»                                                                        |
| ۱۹۵۳ |                   | هرمان استاودینگر (۱۸۸۱–۱۹۶۵)     | آلمان               | «برای اکتشافات خود در زمینه شیمی ماکرومولکولی»                                                           |
| ۱۹۵۴ |                   | لینوس پاولینگ (۱۹۰۱–۱۹۹۴)        | آمریکا              | «برای تحقیقاتی که در عرصه کشش مولکولی و کاربردهای آن برای توضیح ساختار مواد پیچیده انجام داد.»           |
| ۱۹۵۵ |                   | ونسانت دو وینیو (۱۹۰۱–۱۹۷۸)      | آمریکا              | «برای تحقیقاتی که دربارهٔ بیوشیمی ترکیبات مهم گوگردی به خصوص سنتز هورمونهای پلی پپتیدی انجام داد.»        |
| ۱۹۵۶ |                   | سر سایریل هینشلوود (۱۸۹۷–۱۹۶۷)   | بریتانیا            | «برای تحقیقاتش دربارهٔ مکانیزم‌های واکنشهای شیمیایی»                                                       |
| ۱۹۵۶ |                   | نیکولای سمیونوف (۱۸۹۶–۱۹۸۶)      | روسیه               | «برای تحقیقاتش دربارهٔ مکانیزم‌های واکنشهای شیمیایی»                                                       |
| ۱۹۵۷ |                   | لرد تاد (۱۹۰۷–۱۹۹۷)              | بریتانیا            | «برای کار دربارهٔ نوکلئوتید و کوآنزیم‌های نوکلئوتیدی»                                                      |
| ۱۹۵۸ |                   | فردریک سنگر (۱۹۱۸–۲۰۱۳)          | بریتانیا            | «برای کار بر روی ساختار پروتئین، به خصوص انسولین»                                                        |
| ۱۹۵۹ |                   | یاروسلاو هیروفسکی (۱۸۹۰–۱۹۶۷)    | جمهوری چک           | «به خاطر کشف و توسعه شیوه‌های تحلیلی قطب نگاری»                                                           |
| ۱۹۶۰ |                   | ویلارد اف لیبای (۱۹۰۸–۱۹۸۰)      | آمریکا              | «برای توسعه روش استفاده از کربن ۱۴ برای تعیین سن در باستان‌شناسی، زمین‌شناسی، ژئوفیزیک و دیگر شاخه‌های علم» |
| ۱۹۶۱ |                   | ملوین کالوین (۱۹۱۱–۱۹۹۷)         | آمریکا              | «برای تحقیقات خود را بر روی جذب دی‌اکسید کربن در گیاهان»                                                  |
| ۱۹۶۲ |                   | ماکس پروتس (۱۹۱۴–۲۰۰۲)           | بریتانیا            | «برای مطالعات خود به روی ساختارهای پروتئین‌های کروی»                                                      |
| ۱۹۶۲ |                   | جان سی کندرو (۱۹۱۷–۱۹۹۷)         | بریتانیا            | «برای مطالعات خود به روی ساختارهای پروتئین‌های کروی»                                                      |
| ۱۹۶۳ |                   | کارل زیگلر (۱۸۹۸–۱۹۷۳)           | آلمان               | «برای کشف در زمینه شیمی و فناوری پلیمرها، کاتالیزگر زیگلر-ناتا»                                          |
| ۱۹۶۳ |                   | جولیو ناتا (۱۹۰۳–۱۹۷۹)           | ایتالیا             | «برای کشف در زمینه شیمی و فناوری پلیمرها، کاتالیزگر زیگلر-ناتا»                                          |
| ۱۹۶۴ |                   | دوروتی هاجکین (۱۹۱۰–۱۹۹۴)        | بریتانیا            | «برای تعیین ساختارهای مهم مواد بیوشیمیایی با استفاده از تکنیک‌های بلورشناسی پرتو ایکس»                    |
| ۱۹۶۵ |                   | رابرت وودوارد (۱۹۱۷–۱۹۷۹)        | آمریکا              | «برای دستاوردهای برجسته او در سنتز آلی»                                                                  |
| ۱۹۶۶ |                   | روبرت اس مالیکن (۱۸۹۶–۱۹۸۶)      | آمریکا              | «برای کار به روی کشش شیمیایی و ساختار الکترونیکی مولکول‌ها از راه مطالعه نظریه اوربیتال مولکولی»          |
| ۱۹۶۷ |                   | مانفرد آیگن (۱۹۲۷-*)             | آلمان               | «به خاطر مطالعاتی که در زمینه واکنش‌های ابرسریع شیمیایی تحت تأثیر پالسهای بسیار کوتاه انرژی انجام دادند.» |
| ۱۹۶۷ |                   | رونالد نوریش (۱۸۹۷–۱۹۷۸)         | بریتانیا            | «به خاطر مطالعاتی که در زمینه واکنش‌های ابرسریع شیمیایی تحت تأثیر پالسهای بسیار کوتاه انرژی انجام دادند.» |
| ۱۹۶۷ |                   | جرج پرتر (۱۹۲۰–۲۰۰۲)             | بریتانیا            | «به خاطر مطالعاتی که در زمینه واکنش‌های ابرسریع شیمیایی تحت تأثیر پالسهای بسیار کوتاه انرژی انجام دادند.» |
| ۱۹۶۸ |                   | لارس اونزاگر (۱۹۰۳–۱۹۷۶)         | آمریکا              | «به خاطر کشف موازنه‌ای لارس اونزاگر»                                                                      |
| ۱۹۶۹ |                   | درک بارتون (۱۹۱۸–۱۹۹۸)           | بریتانیا            | «برای توسعه مفهوم صورت بندی و کاربردهای آن در شیمی»                                                      |
| ۱۹۶۹ |                   | آد هسل (۱۸۹۷–۱۹۸۱)               | نروژ                | «برای توسعه مفهوم صورت بندی و کاربردهای آن در شیمی»                                                      |
| ۱۹۷۰ |                   | لوییز اف لیلویر (۱۹۰۶–۱۹۸۷)      | آرژانتین            | «برای کشف نوکلئوتیدهای قندی و نقش آن‌ها در بیوسنتزهای کربوهیدارتها»                                       |
| ۱۹۷۱ |                   | گرهارد هرتسبرگ (۱۹۰۴–۱۹۹۹)       | کانادا              | «برای شناخت ساختار الکترونیکی و هندسی مولکولها به خصوص رادیکالهای آزاد»                                  |
| ۱۹۷۲ |                   | کریستین آنفینزن (۱۹۱۶–۱۹۹۵)      | آمریکا              | «برای کار بر روی ریبونوکلیزها»                                                                           |
| ۱۹۷۲ |                   | استنفورد مور (۱۹۱۳–۱۹۸۲)         | آمریکا              | «برای درک اتصالات موجود میان ساختار شیمیایی و فعالیت کاتالیکی مولکول ریبونوکلئویئک»                      |
| ۱۹۷۲ |                   | ویلیام اشتین (۱۹۱۱–۱۹۸۰)         | آمریکا              | «برای درک اتصالات موجود میان ساختار شیمیایی و فعالیت کاتالیکی مولکول ریبونوکلئویئک»                      |
| ۱۹۷۳ |                   | ارنست فیشر (۱۹۱۸–۲۰۰۷)           | آلمان               | «به خاطر مطالعات مستقلی که بر روی ترکیبات آلی فلزی انجام داده‌اند»                                        |
| ۱۹۷۳ |                   | جفری ویلکینسون (۱۹۲۱–۱۹۹۶)       | بریتانیا            | «به خاطر مطالعات مستقلی که بر روی ترکیبات آلی فلزی انجام داده‌اند»                                        |
| ۱۹۷۴ |                   | پل فلوری (۱۹۱۰–۱۹۸۵)             | آمریکا              | «برای کار نظری و تجربی در شیمی فیزیک ماکرومولکولها»                                                      |
| ۱۹۷۵ |                   | جان کارنفورت (۱۹۱۷–۲۰۱۳)         | استرالیا · بریتانیا | «برای کار بر روی استریوشیمی واکنشهای کاتالیزه شده توسط آنزیمها»                                          |
| ۱۹۷۵ |                   | ولادیمیر پریلاگ (۱۹۰۶–۱۹۹۸)      | یوگسلاوی سوئیس      | «برای کار بر روی استریوشیمی و و واکنش مولکول‌های آلی»                                                     |

## ۱۹۷۶–۲۰۰۰
| سال  | برندگان نوبل شیمی | برندگان نوبل شیمی           | کشور              | براساس |
| ---- | ----------------- | --------------------------- | ----------------- | --- |
| ۱۹۷۶ |                   | ویلیام لیپسکام (۱۹۱۹–۲۰۱۱)  | آمریکا            | «به خاطر مطالعاتش بر روی ساختار مشکلات نورزایی "بوران"های ترکیبات شیمیایی»                                     |
| ۱۹۷۷ |                   | ایلیا پریگوژین (۱۹۱۷–۲۰۰۳)  | بلژیک             | «برای تحقیق دربارهٔ ترمودینامیک غیر متعادل به خصوص توسعه تئوری ساختارهای پراکنده»                               |
| ۱۹۷۸ |                   | پیتر دی میچل (۱۹۲۰–۱۹۹۲)    | بریتانیا          | «برای درک انتقال انرژی زیستی از طریق فرمولاسیون تئوری کیمیوسماتیک»                                             |
| ۱۹۷۹ |                   | هربرت براون (۱۹۱۲–۲۰۰۴)     | آمریکا            | «برای توسعه استفاده از ترکیبات محتوی عناصر بور و فسفر در سنتزهای آلی»                                          |
| ۱۹۷۹ |                   | گئورگ ویتیگ (۱۸۹۷–۱۹۸۷)     | آلمان             | «برای توسعه استفاده از ترکیبات محتوی عناصر بور و فسفر در سنتزهای آلی»                                          |
| ۱۹۸۰ |                   | پل برگ (۱۹۲۶–*)             | آمریکا            | «برای مطالعات بنیادی دربارهٔ بیو شیمی اسیدهای نوکلئیک به خصوص DNA دوباره ترکیب‌کننده»                            |
| ۱۹۸۰ |                   | والتر گیلبرت (۱۹۳۲–*)       | آمریکا            | «برای مطالعات بنیادی دربارهٔ بیو شیمی اسیدهای نوکلئیک»                                                          |
| ۱۹۸۰ |                   | فردریک سنگر (۱۹۱۸–۲۰۱۳)     | بریتانیا          | «برای مطالعات بنیادی دربارهٔ بیو شیمی اسیدهای نوکلئیک»                                                          |
| ۱۹۸۱ |                   | کنیچی فوکویی (۱۹۱۸–۱۹۹۸)    | ژاپن              | «برای توسعه تئوریهای مستقل دربارهٔ مکانیزیمهای واکنشهای شیمیایی»                                                |
| ۱۹۸۱ |                   | رولد هافمن (۱۹۳۷–*)         | آمریکا            | «برای توسعه تئوریهای مستقل دربارهٔ مکانیزیمهای واکنشهای شیمیایی»                                                |
| ۱۹۸۲ |                   | ارون کلوگ (۱۹۲۶–*)          | بریتانیا          | «برای توسعه بلورنگاری الکترونی و کشف ساختار بیولوژیکی پروتئین اسید نوکلئیک پیچیده»                             |
| ۱۹۸۳ |                   | هنری تاب (۱۹۱۵–۲۰۰۵)        | آمریکا            | «برای کار خود بر روی مکانیسم واکنش‌های انتقال الکترون، به خصوص فلزات پیچیده»                                    |
| ۱۹۸۴ |                   | رابرت مریفیلد (۱۹۲۱–۲۰۰۶)   | آمریکا            | «برای توسعه متدولوژی سنتز شیمیایی روی یک ماتریکس جامد»                                                         |
| ۱۹۸۵ |                   | هربرت هاپتمن (۱۹۱۷–۲۰۱۱)    | آمریکا            | «برای دستاوردهای برجسته خود در توسعه روش‌های مستقیم برای تعیین ساختارهای بلوری»                                 |
| ۱۹۸۵ |                   | جروم کارل (۱۹۱۸–۲۰۱۳)       | آمریکا            | «برای دستاوردهای برجسته خود در توسعه روش‌های مستقیم برای تعیین ساختارهای بلوری»                                 |
| ۱۹۸۶ |                   | دادلی هرشباخ (۱۹۳۲–*)       | آمریکا            | «برای مطالعاتی که دربارهٔ دینامیک فرایندهای ابتدایی شیمیایی انجام داده‌اند»                                      |
| ۱۹۸۶ |                   | یوان لی (۱۹۳۶–*)            | آمریکا            | «برای مطالعاتی که دربارهٔ دینامیک فرایندهای ابتدایی شیمیایی انجام داده‌اند»                                      |
| ۱۹۸۶ |                   | چارلز پولانی (۱۹۲۹–*)       | کانادا · مجارستان | «برای مطالعاتی که دربارهٔ دینامیک فرایندهای ابتدایی شیمیایی انجام داده‌اند»                                      |
| ۱۹۸۷ |                   | دونالد کرام (۱۹۱۹–۲۰۰۱)     | آمریکا            | «به خاطر توسعه و استفاده از مولکولهایی با تعاملات گزینشی تحت ساختاری»                                          |
| ۱۹۸۷ |                   | ژان-ماری لن (۱۹۳۹–*)        | فرانسه            | «به خاطر توسعه و استفاده از مولکولهایی با تعاملات گزینشی تحت ساختاری»                                          |
| ۱۹۸۷ |                   | چارلز پدرسون (۱۹۰۴–۱۹۸۹)    | آمریکا            | «به خاطر توسعه و استفاده از مولکولهایی با تعاملات گزینشی تحت ساختاری»                                          |
| ۱۹۸۸ |                   | یوهان دایزنهوفر (۱۹۴۳–*)    | آلمان             | «برای تعیین ساختار سه بعدی یک مرکز واکنش فوتوسنتزی»                                                            |
| ۱۹۸۸ |                   | رابرت هابر (۱۹۳۷–*)         | آلمان             | «برای تعیین ساختار سه بعدی یک مرکز واکنش فوتوسنتزی»                                                            |
| ۱۹۸۸ |                   | هارتموت میشل (۱۹۴۸–*)       | آلمان             | «برای تعیین ساختار سه بعدی یک مرکز واکنش فوتوسنتزی»                                                            |
| ۱۹۸۹ |                   | سیدنی آلتمن (۱۹۳۹–*)        | کانادا · آمریکا   | «برای کشف خصوصیات RNA، ریبوزیم»                                                                                |
| ۱۹۸۹ |                   | توماس چک (۱۹۴۷–*)           | آمریکا            | «برای کشف خصوصیات RNA، ریبوزیم»                                                                                |
| ۱۹۹۰ |                   | الیاس کوری (۱۹۲۸–*)         | آمریکا            | «برای توسعه تئوری و متدولوژی سنتز آلی»                                                                         |
| ۱۹۹۱ |                   | ریچارد ارنست (۱۹۳۳–*)       | سوئیس             | «برای توسعه متدولوژی طیف نگاری با روزنانس مغناطیسی هسته‌ای با وضوح تصویر بالا»                                  |
| ۱۹۹۲ |                   | رادولف مارکوس (۱۹۲۳–*)      | آمریکا            | «برای نظریه مارکوس در سیستم‌های شیمیایی»                                                                        |
| ۱۹۹۳ |                   | کری مالیس (۱۹۴۴–*)          | آمریکا            | «برای اختراع روش واکنش زنجیره‌ای پلیمراز»                                                                       |
| ۱۹۹۳ |                   | مایکل اسمیت (۱۹۳۲–۲۰۰۰)     | کانادا            | «برای اختراع روش واکنش زنجیره پلیمراز و توسعه آن برای مطالعات پروتئینی»                                        |
| ۱۹۹۴ |                   | جرج اولاه (۱۹۲۷–*)          | آمریکا · مجارستان | «برای تحقیق دربارهٔ کربوکاتیونها»                                                                               |
| ۱۹۹۵ |                   | پاول کروتزن (۱۹۳۳–*)        | هلند              | «برای کار دربارهٔ شیمی اتمسفر به خصوص در مورد شکل‌گیری و کاهش ازون»                                              |
| ۱۹۹۵ |                   | ماریو مولینا (۱۹۴۳–*)       | مکزیک آمریکا      | «برای کار دربارهٔ شیمی اتمسفر به خصوص در مورد شکل‌گیری و کاهش ازون»                                              |
| ۱۹۹۵ |                   | فرانک رولند (۱۹۲۷–۲۰۱۲)     | آمریکا            | «برای کار دربارهٔ شیمی اتمسفر به خصوص در مورد شکل‌گیری و کاهش ازون»                                              |
| ۱۹۹۶ |                   | رابرت کرل (۱۹۳۳–*)          | آمریکا            | «برای کشف فولرنها»                                                                                             |
| ۱۹۹۶ |                   | هارولد کروتو (۱۹۳۹–۲۰۱۶)    | بریتانیا          | «برای کشف فولرنها»                                                                                             |
| ۱۹۹۶ |                   | ریچارد اسمالی (۱۹۴۳–۲۰۰۵)   | آمریکا            | «برای کشف فولرنها»                                                                                             |
| ۱۹۹۷ |                   | پل بویر (۱۹۱۸–۲۰۱۸)         | آمریکا            | «برای تحقیقات به روی ای‌تی‌پی سینتیز در زمینه سنتز آدنوزین تری فسفات»                                            |
| ۱۹۹۷ |                   | جان ای. واکر (۱۹۴۱–*)       | بریتانیا          | «برای تحقیقات به روی ای‌تی‌پی سینتیز در زمینه سنتز آدنوزین تری فسفات»                                            |
| ۱۹۹۷ |                   | جینس اسکو (۱۹۱۸–۲۰۱۸)       | دانمارک           | «برای کشف آنزیم یونی در تبادل سدیم- پتاسیم»                                                                    |
| ۱۹۹۸ |                   | والتر کوهن (۱۹۲۳–۲۰۱۶)      | آمریکا            | «برای توسعه قضیه‌های هوهنبرگ-کوهن»                                                                              |
| ۱۹۹۸ |                   | جان پاپل (۱۹۲۵–۲۰۰۴)        | بریتانیا          | «برای توسعه روش‌های محاسباتی در شیمی کوانتوم»                                                                   |
| ۱۹۹۹ |                   | احمد حسن زویل (۱۹۴۶–۲۰۱۶)   | مصر · آمریکا      | «برای مطالعه دربارهٔ انتقال واکنشهای شیمیایی با استفاده از طیف نگاری در یک کوادریلیوم ثانیه، طیف‌سنجی فمتوثانیه» |
| ۲۰۰۰ |                   | آلن هیگر (۱۹۳۶–*)           | آمریکا            | «برای کشف و توسعهٔ پلیمررسانا»                                                                                  |
| ۲۰۰۰ |                   | آلن مک دایارمید (۱۹۲۷–۲۰۰۷) | آمریکا · نیوزیلند | «برای کشف و توسعهٔ پلیمررسانا»                                                                                  |
| ۲۰۰۰ |                   | هیدکی شیریکاوا (۱۹۳۶–*)     | ژاپن              | «برای کشف و توسعهٔ پلیمررسانا»                                                                                  |

## ۲۰۰۱–۲۰۲۵
| سال  | برندگان نوبل شیمی | برندگان نوبل شیمی               | کشور                           | براساس |
| ---- | ----------------- | ------------------------------- | ------------------------------ | --- |
| ۲۰۰۱ |                   | ویلیام نولز (۱۹۱۷–۲۰۱۲)         | آمریکا                         | «برای کار دربارهٔ واکنشهای هیدروژنی کاتالیزهای کایرال»                                                                             |
| ۲۰۰۱ | Ryōji Noyori      | ریوجی نویوری (۱۹۳۸–*)           | ژاپن                           | «برای کار دربارهٔ واکنشهای هیدروژنی کاتالیزهای کایرال»                                                                             |
| ۲۰۰۱ |                   | کارل شارپلس (۱۹۴۱–*)            | آمریکا                         | «برای کار دربارهٔ واکنشهای اکسیداسون فعال شده توسط کاتالیزهای کایرال»                                                              |
| ۲۰۰۲ |                   | جان فن (۱۹۱۷–۲۰۱۰)              | آمریکا                         | «برای توسعه روش‌های شناسایی و تجزیه و تحلیل ساختار مولکولهای بیولوژیکی و توسعه طیف نگاری با رزونانس مغناطیسی هسته‌ای»               |
| ۲۰۰۲ |                   | کویچی تاناکا (۱۹۵۹–*)           | ژاپن                           | «برای توسعه روش‌های شناسایی و تجزیه و تحلیل ساختار مولکولهای بیولوژیکی و توسعه طیف نگاری با رزونانس مغناطیسی هسته‌ای»               |
| ۲۰۰۲ |                   | کورت ووتریش (۱۹۳۸–*)            | سوئیس                          | «برای توسعه روش برای شناسایی و تجزیه و تحلیل ساختار مولکولهای بیولوژیکی و تعیین ساختار سه بعدی ماکرومولکولهای بیولوژیکی در محلول» |
| ۲۰۰۳ |                   | پیتر آگره (۱۹۴۹–*)              | آمریکا                         | «برای کشف کانالهای غشای سلولی» |
| ۲۰۰۳ |                   | رودریک مک‌کینون (۱۹۵۶–*)         | آمریکا                         | «برای کشف‌هایش در ارتباط با کانالهای غشای سلولی و مطالعات ساختاری در کانال‌های یونی»                                                |
| ۲۰۰۴ |                   | هارون تسیخانوور (۱۹۴۷–*)        | اسرائیل                        | «به خاطر کشف فروسایش پروتئین اوبیکیتین دار»                                                                                       |
| ۲۰۰۴ |                   | افرام هرشکو (۱۹۳۷–*)            | اسرائیل                        | «به خاطر کشف فروسایش پروتئین اوبیکیتین دار»                                                                                       |
| ۲۰۰۴ |                   | اروین روز (۱۹۲۶–۲۰۱۵)           | آمریکا                         | «به خاطر کشف فروسایش پروتئین اوبیکیتین دار»                                                                                       |
| ۲۰۰۵ |                   | ایو چاوین (۱۹۳۰–۲۰۱۵)           | فرانسه                         | «برای توسعه روش‌های تحریفی در سنتز آلی»                                                                                            |
| ۲۰۰۵ |                   | رابرت گرابز (۱۹۴۲–*)            | آمریکا                         | «برای توسعه روش‌های تحریفی در سنتز آلی»                                                                                            |
| ۲۰۰۵ |                   | ریچارد شراک (۱۹۴۵–*)            | آمریکا                         | «برای توسعه روش‌های تحریفی در سنتز آلی»                                                                                            |
| ۲۰۰۶ |                   | راجر کورنبرگ (۱۹۴۷–*)           | آمریکا                         | «به خاطر مطالعاتش دربارهٔ پایه‌های مولکولی رونویسی یوکاریوتی»                                                                       |
| ۲۰۰۷ |                   | گرهارت ارتل (۱۹۳۶–*)            | آلمان                          | «برای تحقیقاتش در زمینه فرایندهای شیمیایی روی سطوح جامد»                                                                          |
| ۲۰۰۸ |                   | اسامو شیمومورا (۱۹۲۸–*)         | ژاپن                           | «برای کشف و توسعهٔ پروتئین فلورسنت سبز»                                                                                            |
| ۲۰۰۸ |                   | مارتین کلایف (۱۹۴۷–*)           | آمریکا                         | «برای کشف و توسعهٔ پروتئین فلورسنت سبز»                                                                                            |
| ۲۰۰۸ |                   | راجر تسین (۱۹۵۲–*)              | آمریکا                         | «برای کشف و توسعهٔ پروتئین فلورسنت سبز»                                                                                            |
| ۲۰۰۹ |                   | ونکاترامان راماکریشنان (۱۹۵۲–*) | آمریکا                         | «برای مطالعه بر روی ساختار و عملکرد ریبوزوم»                                                                                      |
| ۲۰۰۹ |                   | توماس استیتز (۱۹۴۰–*)           | آمریکا                         | «برای مطالعه بر روی ساختار و عملکرد ریبوزوم»                                                                                      |
| ۲۰۰۹ |                   | عادا یونات (۱۹۳۹–*)             | اسرائیل                        | «برای مطالعه بر روی ساختار و عملکرد ریبوزوم»                                                                                      |
| ۲۰۱۰ |                   | ریچارد اف. هک (۱۹۳۱–*)          | آمریکا                         | «برای واکنش جفت‌شدن در سنتز آلی»                                                                                                   |
| ۲۰۱۰ |                   | ای ایچی نگیشی (۱۹۳۵–*)          | ژاپن                           | «برای واکنش جفت‌شدن در سنتز آلی»                                                                                                   |
| ۲۰۱۰ |                   | آکیرا سوزوکی (۱۹۳۰–*)           | ژاپن                           | «برای واکنش جفت‌شدن در سنتز آلی»                                                                                                   |
| ۲۰۱۱ |                   | دانیال شختمن (۱۹۴۱–*)           | اسرائیل                        | «برای کشف شبه کریستال‌ها» |
| ۲۰۱۲ |                   | رابرت لفکوویتس (۱۹۴۳–*)         | آمریکا                         | «به دلیل پژوهش‌ها در زمینه گیرنده جفت‌شونده با پروتئین جی»                                                                          |
| ۲۰۱۲ |                   | برایان کبیلکا (۱۹۵۵–*)          | آمریکا                         | «به دلیل پژوهش‌ها در زمینه گیرنده جفت‌شونده با پروتئین جی»                                                                          |
| ۲۰۱۳ |                   | مارتین کارپلوس (۱۹۳۰–*)         | آمریکا اتریش                   | «به خاطر توسعه مدل‌های چندمقیاسی سیستم‌های شیمیایی کمپلکس»                                                                          |
| ۲۰۱۳ |                   | مایکل لویت (۱۹۴۷–*)             | آمریکا بریتانیا                | «به خاطر توسعه مدل‌های چندمقیاسی سیستم‌های شیمیایی کمپلکس»                                                                          |
| ۲۰۱۳ |                   | آریه وارشل (۱۹۵۵–*)             | آمریکا اسرائیل                 | «به خاطر توسعه مدل‌های چندمقیاسی سیستم‌های شیمیایی کمپلکس»                                                                          |
| ۲۰۱۴ |                   | اریک بتزیگ (۱۹۶۰–*)             | آمریکا                         | «برای توسعه میکروسکوپ فلورسنس فوق واضح»                                                                                           |
| ۲۰۱۴ |                   | اشتفان هل (۱۹۶۲–*)              | آلمان رومانی                   | «برای توسعه میکروسکوپ فلورسنس فوق واضح»                                                                                           |
| ۲۰۱۴ |                   | ویلیام اسکو مورنر (۱۹۵۳–*)      | آمریکا                         | «برای توسعه میکروسکوپ فلورسنس فوق واضح»                                                                                           |
| ۲۰۱۵ |                   | عزیز سنجر (۱۹۳۰–*)              | ترکیه                          | «برای مطالعه مکانیسم بازسازی دی‌ان‌ای»                                                                                              |
| ۲۰۱۵ |                   | توماس لیندال (۱۹۴۷–*)           | سوئد                           | «برای مطالعه مکانیسم بازسازی دی‌ان‌ای»                                                                                              |
| ۲۰۱۵ |                   | پال مودریچ (۱۹۵۵–*)             | آمریکا                         | «برای مطالعه مکانیسم بازسازی دی‌ان‌ای»                                                                                              |
| ۲۰۱۶ |                   | ژان-پیر سوواژ (۱۹۴۴–*)          | فرانسه                         | «طراحی و ساخت دستگاه‌های مولکولی»                                                                                                  |
| ۲۰۱۶ |                   | فراسر استودارت (۱۹۴۲–*)         | آمریکا بریتانیا                | «طراحی و ساخت دستگاه‌های مولکولی»                                                                                                  |
| ۲۰۱۶ |                   | برنارد فرینگا (۱۹۵۱–*)          | هلند                           | «طراحی و ساخت دستگاه‌های مولکولی»                                                                                                  |
| ۲۰۱۷ |                   | ژاک دوبوشه (۱۹۴۲–*)             | سوئیس                          | «برای توسعه میکروسکوپ الکترونی کرایو برای تعیین ساختار با وضوح بالا زیست‌مولکول در محلول»                                          |
| ۲۰۱۷ |                   | یوآخیم فرانک                    | آلمان · آمریکا                 | «برای توسعه میکروسکوپ الکترونی کرایو برای تعیین ساختار با وضوح بالا زیست‌مولکول در محلول»                                          |
| ۲۰۱۷ |                   | ریچارد هندرسون                  | بریتانیا                       | «برای توسعه میکروسکوپ الکترونی کرایو برای تعیین ساختار با وضوح بالا زیست‌مولکول در محلول»                                          |
| ۲۰۱۸ |                   | فرانسیس آرنولد                  | ایالات متحده آمریکا            | «برای تکامل هدایت شده آنزیم‌ها» |
| ۲۰۱۸ |                   | جرج پی. اسمیت                   | ایالات متحده آمریکا            | «برای نمایش فاژی از پپتید‌ها و آنتی‌بادی‌ها»                                                                                         |
| ۲۰۱۸ |                   | گرگ وینتر                       | بریتانیا                       | «برای نمایش فاژی از پپتید‌ها و آنتی‌بادی‌ها»                                                                                         |
| ۲۰۱۹ |                   | جان بی. گودیناف                 | ایالات متحده آمریکا · آلمان    | «برای توسعهٔ باتری یون‌لیتیم» |
| ۲۰۱۹ |                   | ام. استنلی ویتینگهام            | بریتانیا · ایالات متحده آمریکا | «برای توسعهٔ باتری یون‌لیتیم» |
| ۲۰۱۹ |                   | آکیرا یوشینو                    | ژاپن                           | «برای توسعهٔ باتری یون‌لیتیم» |
| ۲۰۲۰ |                   | امانوئل شرپانتیه                | فرانسه                         | «فراهم کردن روشی برای ویرایش ژنوم»                                                                                                |
| ۲۰۲۰ |                   | جنیفر داودنا                    | آمریکا                         | «فراهم کردن روشی برای ویرایش ژنوم»                                                                                                |
| ۲۰۲۱ |                   | بنجامین لیست                    | آلمان                          | «برای توسعه ارگانوکاتالیست نامتقارن»                                                                                              |
| ۲۰۲۱ |                   | دیوید مک‌میلان                   | بریتانیا · ایالات متحده آمریکا | «برای توسعه ارگانوکاتالیست نامتقارن»                                                                                              |
| ۲۰۲۲ |                   | کارولین برتوزی                  | ایالات متحده آمریکا            | «برای توسعه کلیک شیمی و شیمی بیواورتوگونال»                                                                                       |
| ۲۰۲۲ |                   | مورتن ملدال                     | دانمارک                        | «برای توسعه کلیک شیمی و شیمی بیواورتوگونال»                                                                                       |
| ۲۰۲۲ |                   | کارل شارپلس                     | ایالات متحده آمریکا            | «برای توسعه کلیک شیمی و شیمی بیواورتوگونال»                                                                                       |
| ۲۰۲۳ |                   | منجی الباوندی                   | ایالات متحده آمریکا            | «برای کشف و سنتز نقاط کوانتومی»                                                                                                   |
| ۲۰۲۳ |                   | لوئیس ئی. بروس                  | ایالات متحده آمریکا ·          | «برای کشف و سنتز نقاط کوانتومی»                                                                                                   |
| ۲۰۲۳ |                   | الکسی اکیموف                    | روسیه                          | «برای کشف و سنتز نقاط کوانتومی»                                                                                                   |
| ۲۰۲۴ | دیوید بیکر        | دیوید بیکر                      | ایالات متحده آمریکا            | «به‌خاطر پیش‌بینی ساختار پروتئین»                                                                                                   |
| ۲۰۲۴ | دمیس هاسابیس      | دمیس هاسابیس                    | بریتانیا                       | «به‌خاطر پیش‌بینی ساختار پروتئین»                                                                                                   |
| ۲۰۲۴ |                   | جان ام. جامپر                   | ایالات متحده آمریکا بریتانیا   | «به‌خاطر پیش‌بینی ساختار پروتئین»                                                                                                   |

۱۹۰۱–۱۹۲۵ •  ۱۹۲۶–۱۹۵۰ •  ۱۹۵۱–۱۹۷۵ •  ۱۹۷۶–۲۰۰۰ •  ۲۰۰۱–۲۰۲۵